# Kanjur und Tanjur
Kanjur und Tanjur (tibetisch བཀའ་འགྱུར Wylie bKa’ ’gyur „Übersetzung der Worte“), (tibetisch བསྟན་ འགྱུར Wylie bsTan ’gyur „Übersetzung der Lehre“, auch Kangyur, Tangyur) ist ein Kanon des tibetischen Buddhismus. Ebenfalls liegen ein Kanjur und ein Tanjur im Bön vor.

## Buddhismus
Der buddhistische Kanjur soll formal gesehen eine Übersetzung des Pali-Kanon beinhalten, weicht jedoch von diesem ab, da Inhalt und Aufbau sich unterscheiden. Es fehlt zum Beispiel der Abidharmapitaka des Pali-Kanons, dafür sind andere Schriften hinzugekommen.
Der buddhistische Tanjur enthält Kommentare und Übersetzungen indischer buddhistischer Weiser oder Philosophen wie Nagarjuna, und andere bedeutende Schriften. Des Weiteren enthält er Schriften der Magie, Grammatik, Poetik, Astronomie und ähnlicher Gebiete.
Die Anzahl der Bände des buddhistischen Kanjur und Tanjur ist je nach Ausgabe unterschiedlich. Gedruckt wurde der Kanon zum ersten Mal 1410 in Peking, die erste tibetische Ausgabe wurde von 1730 bis 1732 gedruckt.
Einige Ausgaben des mongolischen Tanjur und Kanjur wurden von der UNESCO in die Liste des Weltdokumentenerbes aufgenommen.

## Bön
Da die tibetische Bön-Religion vom Buddhismus stark beeinflusst wurde, sammelten die Bönpa ihre Schriften ebenfalls in Kanjur und Tanjur. Der Kanjur enthält die angeblich überlieferten Lehren und Worte des mythischen Religionsstifters Shenrab Miwo, und Erzählungen über diesen. Der Tanjur enthält Erläuterungen und Kommentare. Qualitativ unterschieden werden im Bön "ununterbrochen tradierte", "offenbarte" (Terma) und "nicht-offenbarte" Schriften.
Der Bön-Kanon enthält für die Forschung wichtige Ritualschriften, die kaum eine buddhistische Beeinflussung aufweisen.
In Bezug auf Bön und den Bön-Kanon ist die Forschung noch nicht weit fortgeschritten, eine erste wissenschaftliche Beschreibung des Bön-Kanons hat Per Kvaerne vorgenommen.